# Mary Lefkowitz
Mary R. Lefkowitz (Nova York, 30 de abril de 1935) é uma estudiosa americana de estudos clássicos e uma reconhecida crítica do Afrocentrismo. Ela é Professora Emérita de Estudos Clássicos no Wellesley College em Wellesley, Massachusetts, onde trabalhou anteriormente de 1959 a 2005. Ela possuiu dez livros publicados ao longo de sua carreira.
Lefkowitz realizou seus estudos iniciais no Wellesley College e obteve seu doutorado em Filologia Clássica pelo Radcliffe College em 1961. Durante a década de 1980, grande parte de sua pesquisa concentrou-se no lugar das mulheres no mundo clássico. Ela atraiu maior atenção pelo seu livro Not Out of Africa, de 1996, uma crítica às afirmações afrocêntricas de que a antiga civilização grega derivava em grande parte da civilização do antigo Egito. Ela argumentou que tais afirmações se deviam mais a uma agenda política nacionalista negra americana do que a evidências históricas. Na década de 1990, ela também iniciou uma discussão pública com o estudioso de estudos africanos Tony Martin.
Ela atuou no conselho consultivo do grupo conservador de defesa da Associação Nacional de Acadêmicos. 

## Biografia
Lefkowitz obteve seu bacharelado pelo Wellesley College em 1957, Phi Beta Kappa com honras em grego, e recebeu seu doutorado em Filologia Clássica pelo Radcliffe College (hoje parte da Universidade de Harvard) em 1961. Ela retornou ao Wellesley College em 1959 como instrutora de grego. Em 1979, ela foi nomeada Professora Andrew W. Mellon de Humanidades, cargo que ocupou até sua aposentadoria em 2005. Lefkowitz possui um diploma honorário do Trinity College (recebido em 1996), que citou sua "profunda preocupação com a integridade intelectual", e também da Universidade de Patras (1999) e do Grinnell College (2000). Em 2004 ela recebeu a Medalha Radcliffe Graduate Society. Em 2006, Lefkowitz recebeu a Medalha Nacional de Humanidades "pela excelência em estudos e ensino". Em 2008, recebeu o prêmio Wellesley College Alumnae Achievement. 
Lefkowitz publicou sobre assuntos que incluem mitologia, mulheres na antiguidade, a poesia de Píndaro e ficção em obras biográficas antigas. Ela chamou a atenção de um público mais amplo por meio de suas críticas às afirmações de Martin Bernal em Black Athena: The Afroasiatic Roots of Classical Civilization em seu livro Not Out of Africa: How Afrocentrism Became an Excuse to Teach Myth As History. Em Black Athena Revisited (1996), que ela coeditou, junto de Guy MacLean Rogers, seu colega no Wellesley College, as ideias de Martin Bernal são examinadas mais detalhadamente, com longos trechos de refutação de suas principais teses.

## Antiafrocentrismo
O auge da controvérsia de Mary Lefkowitz em torno do afrocentrismo nos clássicos tomou forma no seu debate acadêmico de anos com Martin Bernal. Bernal é o autor de Black Athena: The Afroasiatic Roots of Classical Civilization, uma obra que argumenta a profunda influência da civilização egípcia (e, portanto, africana) na cultura, língua e organização social grega. As argumentações de Martin Bernal em seu texto alarmaram Lefkowitz a tal extremo que ela considerou de suma importância a escrita de dois textos. O primeiro, Black Athena: Revisited, é uma coleção de ensaios editados por Lefkowitz que responde diretamente ao trabalho de Bernal com fortes críticas. O segundo, Not Out of Africa: How Afrocentrism Became an Excuse to Teach Myth As History, é um texto dedicado aos argumentos antiafrocentrismo de Lefkowitz, ligando os seus argumentos contra Bernal. O trabalho acima mencionado desencadeou o que então se tornou um vaivém contínuo entre Lefkowitz e Bernal. Bernal escreveu uma resposta a Not Out Of Africa na qual atacou a legitimidade do argumento de Lefkowitz.  Ele argumentou que Lefkowitz “descobre o que ela quer e depois falha em verificar mais detalhadamente”, e que seu trabalho é “desleixado” e claramente “escrito com pressa”. Bernal faz ataques às ideias e ao caráter de Lefkowitz, ao discutir a sua visão da história como sendo o que ele chama de “Modelo Ariano” da história, associando desta forma o seu argumento a uma palavra associada ao nazismo e à supremacia branca. Esta resposta foi rapidamente seguida por Lefkowitz com a sua própria resposta na publicação: Lefkowitz sobre Bernal sobre Lefkowitz, Not Out of Africa .  Nisso, ela adotou um tom inflamado contra Bernal, referindo-se a ele como B (uma prática padrão em resenhas de livros acadêmicos), e defendeu suas próprias afirmações enquanto novamente trabalhava para refutar os argumentos de Black Athena.
Este debate escrito culminou num debate ao vivo quando Lefkowitz e Bernal se juntaram a uma discussão juntamente com John Henrik Clarke e Guy MacLean Rogers. Tal como o debate impresso, este debate foi acalorado, com interrupções e intensas divergências entre aqueles que defendiam e aqueles que atacavam as teses afrocentristas.
A controvérsia continuou quando Black Athena Revisited de Lefkowitz foi revisado por Molefi Kete Asante, um dos principais intelectuais do afrocentrismo. Asante critica Lefkowitz pela sua incapacidade de acreditar que os antigos africanos influenciaram a cultura grega e enfatiza como, embora os historiadores clássicos sejam rápidos a negar o racismo, o racismo é uma grande parte do seu argumento. Asante revela o que ele acredita ser o verdadeiro argumento que esses historiadores, incluindo Lefkowitz, procuram apresentar: “A sua afirmação, face às evidências, é que é improvável e até impossível que uma civilização negra possa ter qualquer impacto significativo sobre uma civilização branca." Asante enfatiza a ligação destes argumentos com uma história do colonialismo e da supremacia branca, concluindo que Black Athena: Revisited é um “livro útil para estudiosos africanos que são capazes de ver neste volume toda a agência que os brancos dão a si mesmos e o que eles tiram dos africanos.” 
Em 2008, Lefkowitz publicou a obra Lição de História, que o The Wall Street Journal descreveu como um "relato pessoal do que ela experimentou como resultado do questionamento da veracidade do Afrocentrismo e dos motivos de seus defensores". Ela foi atacada em boletins informativos do Departamento de Estudos Africanos de Wellesley por seu colega Tony Martin,  o que se transformou em um conflito pessoal e rancoroso com elementos antissemitas. Martin declarou em maio de 1994 na Universidade Cornell que "os negros deveriam interpretar a sua própria realidade... Os judeus têm estado na vanguarda dos esforços para impedir a interpretação da nossa própria história."  Num outro incidente descrito no seu livro, Yosef Ben-Jochannan, autor de Africa: The Mother of Western Civilization, deu a palestra de Martin Luther King em Wellesley em 1993. Lefkowitz assistiu a esta palestra com seu marido, Sir Hugh Lloyd-Jones. Nessa palestra, Ben-Jochannan afirmou que Aristóteles roubou sua filosofia da Biblioteca de Alexandria, no Egito. Durante a sessão de perguntas e respostas que se seguiu à palestra, Lefkowitz perguntou a Ben-Jochannan: "Como isso teria sido possível, se a biblioteca só foi construída depois de sua morte?" Ben-Jochannan respondeu que as datas eram incertas. Sir Hugh o respondeu exaltadamente: "Lixo!" Lefkowitz escreve que Ben-Jochannan começou a dizer aos presentes que "eles poderiam e deveriam acreditar no que os instrutores negros lhes disseram" e "que embora pudessem pensar que os judeus eram todos 'nariz adunco e rosto pálido', havia outros judeus que pareciam como ele mesmo." 

## Vida pessoal
Lefkowitz foi casado com Sir Hugh Lloyd-Jones, Regius Professor Emérito de Grego na Universidade de Oxford de 1982 até sua morte em 2009. 

## Livros
- The Victory Ode : An Introduction (1976), ISBN 0-8155-5045-6 ISBN 978-0815550457
- Heroines and Hysterics (1981), ISBN 0-7156-1518-1 ISBN 978-0715615188
- The Lives of the Greek Poets (1981), ISBN 0-8018-2748-5 ISBN 978-0801827488
- Women's Life in Greece and Rome (1982), editor, with Maureen Fant, ISBN 0-8018-8310-5 ISBN 978-0801883101
- Women in Greek Myth (1986), ISBN 0-8018-8649-X ISBN 978-0801886492
- First-person Fictions : Pindar's Poetic "I" (1991), ISBN 0-19-814686-8 ISBN 978-0198146865
- Black Athena Revisited (1996), ISBN 0-8078-4555-8 ISBN 978-0807845554
- Not Out of Africa: How Afrocentrism Became an Excuse to Teach Myth As History (1997), ISBN 0-465-09838-X ISBN 978-0465098385
- Greek Gods, Human Lives: What We Can Learn From Myths (2003), ISBN 0-300-10769-2 ISBN 978-0300107692
- History Lesson (2008), ISBN 0-300-12659-X ISBN 978-0300126594
- Lefkowitz, Mary R. “The Powers Of The Primeval Goddesses.” The American Scholar, 1989, pp. 586–591. (1989)
- Lefkowitz, Mary R. “The Origins Of Greek Civilization: An Afrocentric Theory.” The Gail A. Burnett Lectures In Classics, 14 Apr. 1997. (1997)